# گاریگاس
گاریگاس (به اسپانیایی: Garrigás) یک منطقهٔ مسکونی در اسپانیا است که در آلت امپوردا واقع شده‌است. گاریگاس ۱۹٫۹ کیلومتر مربع مساحت دارد.